# Финикария
Финика̀рия (на гръцки: Φοινικάρια) е село в Кипър, окръг Лимасол. Според статистическата служба на Република Кипър през 2001 г. селото има 243 жители.
Намира се на 14 km североизточно от Лимасол.